# 旧梅特尔恩
旧梅特尔恩是德国梅克伦堡-前波莫瑞州的一个市镇。总面积23.07平方公里，总人口1271人，其中男性635人，女性636人（2011年12月31日），人口密度55人/平方公里。